# Formel 1-VM 1999
Formel 1-VM 1999 hade 16 deltävlingar som kördes under perioden 7 mars-31 oktober. Förarmästerskapet vanns av finländaren Mika Häkkinen och konstruktörsmästerskapet av Ferrari. 

## Vinnare
- Förare:  Mika Häkkinen, Finland, McLaren-Mercedes
- Konstruktör:  Ferrari, Italien

## Grand Prix 1999
| Grand Prix                 | Datum        | Bana              | Vinnande förare       | Vinnande tillverkare |   |
| -------------------------- | ------------ | ----------------- | --------------------- | -------------------- | - |
| Australiens Grand Prix     | 7 mars       | Albert Park       | Eddie Irvine          | Ferrari              | * |
| Brasiliens Grand Prix      | 11 april     | Interlagos        | Mika Häkkinen         | McLaren-Mercedes     | * |
| San Marinos Grand Prix     | 2 maj        | Imola             | Michael Schumacher    | Ferrari              | * |
| Monacos Grand Prix         | 16 maj       | Monte Carlo       | Michael Schumacher    | Ferrari              | * |
| Spaniens Grand Prix        | 30 maj       | Catalunya         | Mika Häkkinen         | McLaren-Mercedes     | * |
| Kanadas Grand Prix         | 13 juni      | Montréal          | Mika Häkkinen         | McLaren-Mercedes     | * |
| Frankrikes Grand Prix      | 27 juni      | Magny-Cours       | Heinz-Harald Frentzen | Jordan-Mugen Honda   | * |
| Storbritanniens Grand Prix | 11 juli      | Silverstone       | David Coulthard       | McLaren-Mercedes     | * |
| Österrikes Grand Prix      | 25 juli      | A1-Ring           | Eddie Irvine          | Ferrari              | * |
| Tysklands Grand Prix       | 1 augusti    | Hockenheimring    | Eddie Irvine          | Ferrari              | * |
| Ungerns Grand Prix         | 15 augusti   | Hungaroring       | Mika Häkkinen         | McLaren-Mercedes     | * |
| Belgiens Grand Prix        | 29 augusti   | Spa-Francorchamps | David Coulthard       | McLaren-Mercedes     | * |
| Italiens Grand Prix        | 12 september | Monza             | Heinz-Harald Frentzen | Jordan-Mugen Honda   | * |
| Europas Grand Prix         | 26 september | Nürburgring       | Johnny Herbert        | Stewart-Ford         | * |
| Malaysias Grand Prix       | 17 oktober   | Sepang            | Eddie Irvine          | Ferrari              | * |
| Japans Grand Prix          | 31 oktober   | Suzuka            | Mika Häkkinen         | McLaren-Mercedes     | * |

## Stall, nummer och förare 1999
| Stall/Tillverkare  | Nummer | Förare                          |
| ------------------ | ------ | ------------------------------- |
| Arrows             | 14     | Pedro de la Rosa, Spanien       |
| Arrows             | 15     | Toranosuke Takagi, Japan        |
| BAR-Supertec       | 22     | Jacques Villeneuve, Kanada      |
| BAR-Supertec       | 23     | Ricardo Zonta, Brasilien        |
| BAR-Supertec       | 23     | Mika Salo, Finland              |
| Benetton-Playlife  | 9      | Giancarlo Fisichella, Italien   |
| Benetton-Playlife  | 10     | Alexander Wurz, Österrike       |
| Ferrari            | 3      | Michael Schumacher, Tyskland    |
| Ferrari            | 3      | Mika Salo, Finland              |
| Ferrari            | 4      | Eddie Irvine, Storbritannien    |
| Jordan-Mugen Honda | 7      | Damon Hill, Storbritannien      |
| Jordan-Mugen Honda | 8      | Heinz-Harald Frentzen, Tyskland |
| McLaren-Mercedes   | 1      | Mika Häkkinen, Finland          |
| McLaren-Mercedes   | 2      | David Coulthard, Storbritannien |
| Minardi-Ford       | 20     | Luca Badoer, Italien            |
| Minardi-Ford       | 20     | Stephane Sarrazin, Brasilien    |
| Minardi-Ford       | 21     | Marc Gené, Spanien              |
| Prost-Peugeot      | 18     | Olivier Panis, Frankrike        |
| Prost-Peugeot      | 19     | Jarno Trulli, Italien           |
| Sauber-Petronas    | 11     | Jean Alesi, Frankrike           |
| Sauber-Petronas    | 12     | Pedro Diniz, Brasilien          |
| Stewart-Ford       | 16     | Rubens Barrichello, Brasilien   |
| Stewart-Ford       | 17     | Johnny Herbert, Storbritannien  |
| Williams-Supertec  | 5      | Alex Zanardi, Italien           |
| Williams-Supertec  | 6      | Ralf Schumacher, Tyskland       |